# Waterpolo als Jocs Olímpics d'estiu de 1932
Als Jocs Olímpics d'Estiu de 1932 celebrats a la ciutat de Los Angeles (Estats Units) es disputà una única competició de waterpolo en categoria masculina.

## Comtès participants
Hi participaren un total de 41 waterpolistes de 5 comitès nacionals diferents:
- Alemanya (8)
- Brasil (8)
- Estats Units (7)
- Hongria (10)
- Japó (8)

## Resum de medalles
| Prova             | Or | Argent | Bronze |
| Waterpolo masculí | Hongria István Barta · György Bródy · Olivér Halassy · Márton Homonnai · Sándor Ivády · Alajos Keserű · Ferenc Keserű · János Németh · Miklós Sárkány · József Vértesy | Alemanya Emil Benecke · Otto Cordes · Hans Eckstein · Fritz Gunst · Erich Rademacher · Joachim Rademacher · Hans Schulze · Heiko Schwartz | Estats Units Austin Clapp · Philip Daubenspeck · Charles Finn · Charles McCallister · Wallace O'Connor · Cal Strong · Herbert Wildman |

## Medaller
| Posició | País         | Or | Argent | Bronze | Total |
| 1       | Hongria      | 1  | 0      | 0      | 1     |
| 2       | Alemanya     | 0  | 1      | 0      | 1     |
| 3       | Estats Units | 0  | 0      | 1      | 1     |

## Resultats
| Posició | Equip        | Jugats | G | E | P | GF | GC | Pts |  | Hongria | Alemanya | Estats Units | Japó | Brasil |
| ------- | ------------ | ------ | - | - | - | -- | -- | --- |  | ------- | -------- | ------------ | ---- | ------ |
| 1.      | Hongria      | 3      | 3 | 0 | 0 | 30 | 2  | 6   |  | X       | 6:2      | 7:0          | 17:0 | -      |
| 2.      | Alemanya     | 3      | 1 | 1 | 1 | 16 | 10 | 3   |  | 2:6     | X        | 4:4          | 10:0 | 7:3    |
| 3.      | Estats Units | 3      | 1 | 1 | 1 | 14 | 11 | 3   |  | 0:7     | 4:4      | X            | 10:0 | 6:1    |
| 4.      | Japó         | 3      | 0 | 0 | 3 | 0  | 37 | 0   |  | 0:17    | 0:10     | 0:10         | X    | -      |
| DSQ     | Brasil       | 2      | 0 | 0 | 0 | 0  | 0  | 0   |  | -       | 3:7      | 1:6          | -    | X      |

El Brasil fou desqualificat després que uns jugadors agredissin els àrbitres durant el seu partit contra Alemanya. A conseqüència d'això els seus dos partits disputats foren anul·lats.

## Classificacions finals
| Place | Nation |
| ----- | --- |
| 1     | Hongria |
| 2     | Alemanya |
| 3     | Estats Units |
| 4     | JapóShuji Doi · Akira Fujita · Seibei Kimura · Takashige Matsumoto · Yasutaro Sakagami · Tosuke Sawami · Takaji Takebayashi · Iwao Tokito                                           |
| DSQ   | BrasilSalvador Amendola · Carlos Castello Branco · Luiz Henrique da Silva · Mario de Lorenzo · Antonio Ferreira Jacobina · Jefferson Maurity Souza · Adhemar Serpa · Pedro Theberge |